# Eupeodes latilunulatus
Eupeodes latilunulatus är en tvåvingeart som först beskrevs av Collin 1931.  Eupeodes latilunulatus ingår i släktet fältblomflugor, och familjen blomflugor. Inga underarter finns listade i Catalogue of Life.